# Агии Теодори (дем Кожани)
Агии Теодори или Окчилар (на гръцки: Άγιοι Θεόδωροι, до 1928 година Οκτσιλάρ, Окцилар) е село в Гърция, в дем Кожани, област Западна Македония.

## География
Агии Теодори е разположено на 760 m надморска височина, североизточно от Кожани, в югозападните склонове на Каракамен (Вермио).

## История

### В Османската империя
В края на XIX век Окчилар е турско село в Кожанска каза на Османската империя. Според статистиката на Васил Кънчов („Македония. Етнография и статистика“) през 1900 година в Акчеларъ (Акшала), Кожанска каза, има 78 турци.
На Етнографската карта на Битолския вилает на Картографския институт в София от 1901 година Акчелар е чисто турско село в Кожанската каза на Серфидженския санджак с 14 къщи.

### В Гърция
През Балканската война в 1912 година в селото влизат гръцки части и след Междусъюзническата в 1913 година остава в Гърция. В 1913 година селото (Οκτσιλάρ) има 109 жители. През 20-те години населението му се изселва в Турция и на негово място са настанени бежанци от Турция. В 1928 година селото е изцяло бежанско с 8 семейства и 39 жители бежанци.
През 1928 година името на селото е сменено на Агии Теодори или Агиос Теодорос.
Населението традиционно произвежда жито, тютюн и други земеделски продукти, като се занимава и със скотовъдство.
| Година    | 1913 | 1920 | 1928 | 1940 | 1951 | 1961 | 1971 | 1981 | 1991 | 2001 | 2011 | 2021 |
| --------- | ---- | ---- | ---- | ---- | ---- | ---- | ---- | ---- | ---- | ---- | ---- | ---- |
| Население | 109  | 101  | 48   | 83   | 78   | 52   | 36   | 24   | 34   | 30   | 18   | 5    |